# Slypskapelle
Slypskapelle (plaatselijk Slyps) is een dorp in de Belgische provincie West-Vlaanderen en een deelgemeente van Moorslede. Slypskapelle telt in 2022 ongeveer 1.000 inwoners. Het ligt een drietal kilometer ten zuiden van het centrum van Moorslede, en een tweetal kilometer ten noorden van de deelgemeente Dadizele.
In het dorp bevinden zich basisvoorzieningen (lokale middenstand). Het dorpsplein werd in 2017 hernieuwd met grotendeels kasseien aangevuld met wat groen. 

## Geschiedenis
Slypskapelle werd omstreeks 1400 gesticht door Willem Slyps. Er stond een proosdijkapel. Tijdens de Eerste Wereldoorlog werd Slypskapelle nauwelijks beschadigd. In 1927 splitste de parochie zich af van die van Moorslede. Behalve een nieuwe kerk werd ook een jongensschool en een nieuwe begraafplaats ingericht.

## Bezienswaardigheden
- Sint-Theresiakerk.
- In de kerk staat een barok orgel uit 1760 gemaakt door Andries Jacobus Berger, lid van de bekende Brugse orgelbouwersfamilie Berger.
- Naast de kerk ligt het graf van een van de laatste Engelse gesneuvelde militairen van de Eerste Wereldoorlog. David Chalmer Burns was onderluitenant bij de Black Watch (Royal Highlanders) en was slechts 19 jaar toen hij stierf op 30 september 1918. Zijn graf staat bij de CWGC geregistreerd onder Slypskapelle Plot of Honour.
- Ieder jaar, en dit altijd wanneer de zondag valt op het eerste weekend van juli, is er de kermis waar talrijke verenigingen aan mee werken.
- Alsook de eerste zondag van juni is er tevens een grote rommelmarkt in de dorpskern georganiseerd door de koninklijke harmonie Slypskapelle. Deze rommelmarkt is al een traditie sedert 1993.
- In een populierenbosje, grenzend aan een hoeve in de Waterstraat 80, bevindt zich een Duitse betonnen 'twee-kamerbunker'. De constructie is duidelijk zichtbaar vanaf de straat op de grens tussen Slypskapelle en Dadizele.   De Duitse bunker, die gebouwd werd in de tweede helft van WO I, werd ook in mei 1940 gebruikt door vluchtelingen vanuit het binnenland na de inval van de Duitsers.   De omgeving Slypskapelle-Dadizele telt momenteel nog heel wat bunkers uit de Eerste Wereldoorlog. De weg tussen Roeselare en Menen was heel belangrijk tijdens WO I. Daarom vormde de streek rond Dadizele een belangrijk gebied voor de vijandige troepen. De bunkers in Dadizele werden door de Duitsers gebouwd als uitkijkpost en als bescherming tegen de vijand.  Van de oorspronkelijk ruim dertig Dadizeelse bunkers zijn er nog dertien bewaard.

Op de verderop gelegen begraafplaats bevinden zich de graven van vier Belgische militairen die tijdens het Bevrijdingsoffensief van 28 september 1918 - 11 november 1918 te Moorslede gesneuveld zijn. Na de Eerste Wereldoorlog werden zij eerst begraven rond de kapel, om vanaf 1930 te worden overgebracht naar de nieuwe begraafplaats. Het betreft de graven van: 
- Alberic Beernaert, soldaat bij het 3e Jagers te Voet, geboren te Passendale op 23 december 1885 en gesneuveld te Moorslede op 11 oktober 1918.
- Kamiel Cneut, soldaat bij het 7e Linieregiment, geboren te Staden op 18 juli 1898 en gesneuveld in het gehucht "Tuimelaere" te Moorslede op 30 september 1918.
- Henri Amand Van Mol, sergeant-majoor bij het 11e Linieregiment, geboren te Kwaadmechelen op 9 mei 1893 en gesneuveld in het gehucht "Sint-Pieter" te Moorslede op 12 oktober 1918.
- Fernand-Joseph Rottenburg, hulponderluitenant bij het 17e Linieregiment,geboren te Brussel op 12 december 1892 en gesneuveld in het gehucht "Sint-Pieter" te Moorslede op 1 oktober 1918.

Naar aanleiding van het honderdjarig herdenken van de Eerste Wereldoorlog werden op vrijdag 15 juni 2018 op deze vier graven het kenteken "Pro Patria 14-18" aangebracht. Dit kenteken betekent de aanduiding van de gerepatrieerde graven voor de Belgische gesneuvelde militairen van de Eerste Wereldoorlog.
Eveneens op de begraafplaats bevindt zich het graf van Frans Josuë De Simpelaere, soldaat bij het 3e Linieregiment, geboren te Ledegem op 6 november 1916 en gesneuveld te Gullegem op 24 mei 1940. Zijn graf werd voorzien van het kenteken Pro Patria '40-'45 wat de aanduiding is van de gerepatrieerde graven voor de Belgische gesneuvelde militairen van de Achttiendaagse Veldtocht uit de Tweede Wereldoorlog.

## Geboren te Slypskapelle
- Cyrille Van Hauwaert (16 december 1883 - Zellik, 15 februari 1974): wielrenner, producent van fietsen, motorfietsen en bakfietsen.
- Patrick Lefevere (6 januari 1955): wielrenner, ploegleider en wielerploegmanager (geboren op de Waterdam, hoger gelegen dorpsgedeelte, daarom spreekt men altijd van "op" de Waterdam).

## Natuur en landschap
Slypskapelle ligt in Zandlemig Vlaanderen op een hoogte van ongeveer 25 meter. In het oosten stroomt de Papelandbeek, in het zuiden de Heulebeek.

## Nabijgelegen kernen
Moorslede, Ledegem, Dadizele, Beselare